# IPad (8-го покоління)
iPad 10,2 дюйма (офіційно iPad (8-го покоління)) — планшетний комп'ютер, розроблений і випущений компанією Apple Inc. як наступник сьомого покоління iPad. Він був презентований 15 вересня 2020 року та випущений 18 вересня 2020 року.

## Особливості

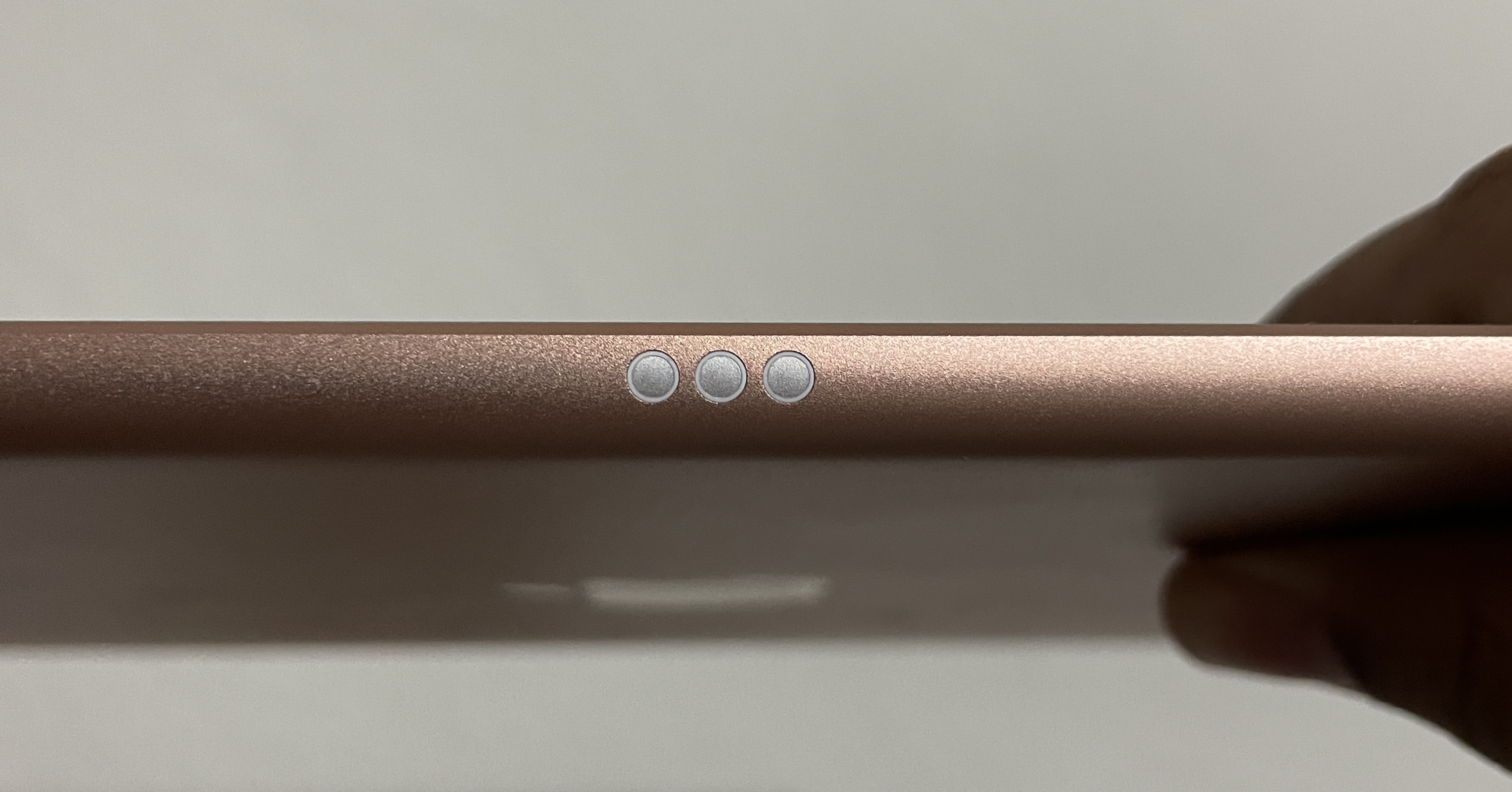
Smart Connector

iPad восьмого покоління має той самий дизайн, що й iPad сьомого покоління, з 10,2-дюймовим екраном з роздільністю 1620 на 2160 пікселів із щільністю 264 пікселі на дюйм, підтримкою Touch ID та сумісністю зі Smart Connector.
Він використовує чип Apple A12 Bionic, який, як стверджує Apple, оснащений на 40 % швидшим 6-ядерним процесором і вдвічі швидшим 4-ядерний графічним процесором у порівнянні з процесором попереднього покоління. Це перший планшет iPad, який містить Neural Engine, компонент, представлений у процесорі A11.
iPad восьмого покоління сумісний з Apple Pencil першого покоління, Smart Keyboard і аксесуарами, сумісними зі Smart Connector.
Він був випущений на базі iPadOS 14, з підтримкою iPadOS 15, представленою пізніше на WWDC 2021.

## Оцінки
Майлз Сомервілл з 9to5Mac відзначив, що планшет досить хороший за свої гроші. Він описав його як майже ідентичним ззовні до свого попередника, але з покращеним терміном служби акумулятора, покращеною продуктивністю завдяки оновленню A10 Fusion до A12 Bionic і кращою чутливістю екрана до Apple Pencil, проте із все тією ж поганою реалізацією заряджання Apple Pencil в перпендикулярному напрямку від порту Lightning на планшеті. Він виявив, що цього достатньо для основних видів діяльності, ігор, повсякденного споживання контенту та загальної багатозадачності, хоча він поступаєть iPad Pro 2020 року або одночасно випущеному iPad Air четвертого покоління, частково через його дисплей, який підтримує частоту оновлення лише 60 Гц, на противагу 120 Гц у Pro та Air. Він особливо розкритикував Apple у тому, що вона залишила 1,2-мегапіксельну фронтальну камеру, що може бути сильним негативним фактором для цільової аудиторії студентів, які можуть планувати використовувати пристрій для занять у форматі телеконференцій на таких платформах, як Zoom.
Скотт Стейн з CNET оцінив планшет на 8,1 з 10. Стейн похвалив його швидкодію, яка справлялася з iPadOS краще, ніж попередні моделі, кращу підтримку Apple Pencil і чохлів-клавіатур, а також швидший зарядний пристрій, що входить у комплект. Він розкритикував його за великі рамки, які спричиняють відчуття тісноти на екрані під час багатозадачності з двома відкритими додатками, відсутність підтримки другого покоління Apple Pencil і новіших чохлів Magic Keyboard, застарілу камеру 720p, яка погано працює в горизонтальному режимі для телеконференції через розміщення, обмеження частоти дисплею до 60 Гц і не відсутність автоматичного налаштування колірної температури True Tone, а також замалий обʼєм сховища у 32 гігабайти для моделі початкового рівня.
Девід Прайс з Macworld UK повторив багатьох інших критиків, зазначивши, що ця модель iPad знайде аудиторію серед пересічних споживачів, які роками не оновлювали свої iPad. Він назвав незмінний дизайн «досить комфортно великим» для типового вмісту, з продуманими штрихами, але застарілим через великі рамки, і привітав те що компанія залишила роз'єм для навушників і похвалив задню камеру, яка не виходить за межі корпусу планшета. Він зазначив, що відсутність ламінування екрану і, як наслідок, прогинання екрана під час дотиків можуть бути помітні для користувачів планшетів вищого класу; також він відзначив, що відсутність спалаху на задній або передній камері перешкоджатиме телеконференціям при слабкому освітленні та використання FaceTime Video, а також що включений обсяг оперативної пам'яті був нижчим у порівнянні з іншими планшетами.

## Хронологія
| Хронологія моделей iPad                     |
| ------------------------------------------- |
| Див. також: Хронологія продуктів Apple Inc. |

Джерело: Apple Newsroom Archive.

## Виноски
1. ↑  1 ГБ = 1 мільярд байт